# Kościół Powszechny i Triumfujący
Kościół Powszechny i Triumfujący (ang. Church Universal and Triumphant) – międzynarodowa organizacja religijna zaliczana do nowych ruchów religijnych grupy New Age. Jej teologia i działalność opierają się na tekstach, dla których jako źródło wskazuje się przesłania od wniebowstąpionych mistrzów. Razem z wieloma innymi organizacjami i grupami religijnymi (Ruch „Ja Jestem”, Most Wolności i inne) stanowi naukę wniebostąpionych mistrzów. Kościół Powszechny i Triumfujący został założony w 1975 roku przez Elizabeth Prophet jako spółka zależna organizacji Summit Lighthouse, założonej przez jej męża Marka Propheta. Siedziba kościoła znajduje się w pobliżu Gardiner w stanie Montana (USA).

## Historia
Historia Kościoła Powszechnego i Triumfującego (KP&T) jest ściśle związana z historią organizacji „Latarnia morska na szczycie” (Summit Lighthouse). KP&T powstaje na bazie organizacji „Latarnia morska na szczycie” (Summit Lighthouse) i po 1975 roku istnieje nadal jako strukturalny oddział KP&T.

### Latarnia morska na szczycie (Summit Lighthouse)
Według wypowiedzi Marka Propheta, już w 1936 roku (w wieku 18 lat) przeżył on swoje pierwsze mistyczne doświadczenie spotkania zе szczególną postacią, znaną w kręgach teozoficznych jako Mahatma Morya. Do 1952 roku wokół M. Propheta utworzyła się grupa zwolenników, do których cyklicznie wysyłał on nowe wiadomości od Wniebowstąpionych Mistrzów. W 1958 roku zakłada organizację Summit Lighthouse.
W 1961 roku M. Prophet poznaje Elizabeth Claire Wolfe, która w tym czasie była jego zwolenniczką i po pewnym czasie zaczyna nauczać ją sztuki komunikowania się z Mistrzami. Kilka lat później Mark i Elizabeth pobrali się. W 1964 roku Elizabeth Prophet po raz pierwszy publicznie zaczyna rozpowszechniać nauki Wniebowstąpionych Mistrzów.
Na początku lat 70. organizacja „Latarnia morska na szczycie” (Summit Lighthouse) zakłada prywatną szkołę, oddział Montessori International, wykorzystując w nauczaniu zasady włoskiej nauczycielki i pedagoga Marii Montessori. Szkoła została następnie rozszerzona, aby zapewnić pełny program nauczania od przedszkola do 12 klasy. Następnie powstał kolejny duży ośrodek w Santa Barbara (Kalifornia, USA) – ośrodek szkoleniowy „Uniwersytet Wniebowstąpionych Mistrzów” (Ascended Master University). Później przemianowano go na „Summit University”.
W 1973 umiera M. Prophet. Na czele organizacji staje Elizabeth Prophet.

### Kościół Powszechny i Triumfujący
1 maja 1975 r. na bazie organizacji „Latarnia morska na szczycie” (Summit Lighthouse) utworzono i zarejestrowano organizację religijną „Kościół Powszechny i Triumfujący”. W latach 1977–1978 Elizabeth Prophet wyrusza w roczne tournée z wykładami po Stanach Zjednoczonych. W 1981 roku KP&T nabywa nieruchomość gruntową o powierzchni 49 km² w pobliżu północnej granicy Parku Narodowego Yellowstone (Montana, USA). Po upływie kilku lat przeniesiono tam siedzibę organizacji.
W 1987 r. E. Prophet ostrzega o wzroście niebezpieczeństwa ataku nuklearnego ze strony ZSRR i daje swoim zwolennikom 24 miesiące na przygotowanie się. Przez następne kilka lat regularnie organizowali czuwania modlitewne w intencji zapobieżenia wojnie, jednocześnie budując szereg schronów, które mogły pomieścić około 700 osób. Do początku lat 90. nie odbył się atak nuklearnego. Niektórzy wyznawcy postrzegali to jako zwycięstwo, ale większość postrzegała to jako rozczarowanie. Następuje znaczny odpływ zwolenników.
W 1995 roku rozpoczęto prace nad restrukturyzacją kościoła. W następnym roku Elizabeth przekazała kontrolę Gilbertowi Cleirbautowi (Gilbert Cleirbaut) i zarządowi. W 2000 roku E. Prophet zakończyła działalność ze względu na stan zdrowia. Kościół nadal jest aktywny. Na tle konfliktów dotyczących zasad przywództwa, kilka grup zostało rozdzielonych na odrębne organizacje. W 2011 roku przywódcą duchowym został David Drye.